# Сепарабельний простір
Сепарабельним простором у математиці називається топологічний простір, в якому міститься не більш ніж зліченна всюди щільна множина, тобто існує послідовність {\displaystyle \{x_{n}\}_{n=1}^{\infty }} така, що будь-яка відкрита множина містить хоча б один елемент даної послідовності.

## Властивості
- Будь-який відкритий топологічний підпростір сепарабельного топологічного простору теж є сепарабельним. Для загального підпростору подібне твердження є невірним.
- Будь-який топологічний простір є підпростором сепарабельного простору тієї ж кардинальності.
- Неперервний образ сепарабельного простору є сепарабельним.

## Приклади
- Топологічний простір, який є скінченним чи зліченним є, очевидно, сепарабельним.
- Дійсна пряма є сепарабельним простором, оскільки множина раціональних чисел є зліченною щільною підмножиною.
- Будь-який компактний метричний простір є сепарабельним.
- Гільбертів простір є сепарабельним тоді й лише тоді, коли він має зліченний ортонормований базис.